# مایک والاس
مایرون لئون "مایک" والاس (به انگلیسی: Myron Leon "Mike" Wallace)؛ (۹ مه ۱۹۱۸ – ۷ آوریل ۲۰۱۲)، روزنامه‌نگار، تهیه‌کننده و مجری سرشناس آمریکایی بود.
دوران فعال زندگی حرفه‌ای این روزنامه‌نگار، بیش از شش دهه بود، مجری و تهیه‌کننده یکی از مشهورترین و پربیننده‌ترین برنامه‌های تلویزیونی آمریکا به نام ۶۰ دقیقه بود. او در این برنامه با صدها تن از چهره‌های برجسته عالم سیاست، فرهنگ و ورزش گفتگوی رودررو انجام داد.
مایک والاس به ایران نیز سفر کرد و در میان گفتگوهای جنجالی و معروفش، مصاحبه با محمد رضا پهلوی، شاه ایران، سید روح‌الله خمینی، بنیان‌گذار نظام جمهوری اسلامی و محمود احمدی‌نژاد، رئیس‌جمهور سابق ایران است.
در مورد مایک والاس می‌گفتند که او با اشخاص مصاحبه نمی‌کند، بلکه آن‌ها را مورد بازجوئی قرار می‌دهد و مشتشان را باز می‌کند.

## نگارخانه

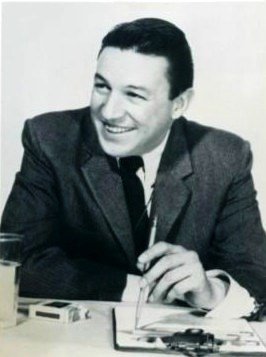